# Ritualul înmormântării în cultura populară în spațiul pruto-nistrean
Ritualul înmormântării este o ceremonie a trecerii defunctului către cele veșnice, îngroparea acestuia fiind însoțită de obiceiuri și tradiții religioase și populare. În cultura populară din spațiul Pruto-nistrean înmormântarea se manifestă printr-un șir de etape, care au scopul de a onora decedatul și de al ajuta „să treacă pe lumea cealaltă”.
După deces, se înștiințează preotul, se bat clopotele, se spală și se îmbracă răposatul. După 3 zile (timp în care decedatul este ținut în „casa mare”) acesta este dus la biserică, unde se ține slujba și  „veșnica pomenire”. Răposatul este dus apoi la cimitir, urmat de mici procesiuni, fiind înmormântat.

## Trecerile la cele veșnice

### Decesul
În cultura populară, după decesul unui creștin ortodox, un membru al familiei, rudă, prieten sau cunoscut al decedatului se duce la biserică și înștiințează preotul, care bate clopotele (în nordul Republicii Moldova – de 9 ori, iar în sud – de 3 ori), anunțând oamenii din regiunea respectivă. Conform bătăilor clopotelor, care erau fixe și cu moment de suspans lung între bătăi, localnicii puteau determina dacă a murit un copil sau adult. 
Clopotele mai sunt bătute în timpul slujbei religioase din biserică, la intrarea în cimitir și când se dă în groapă răposatul.

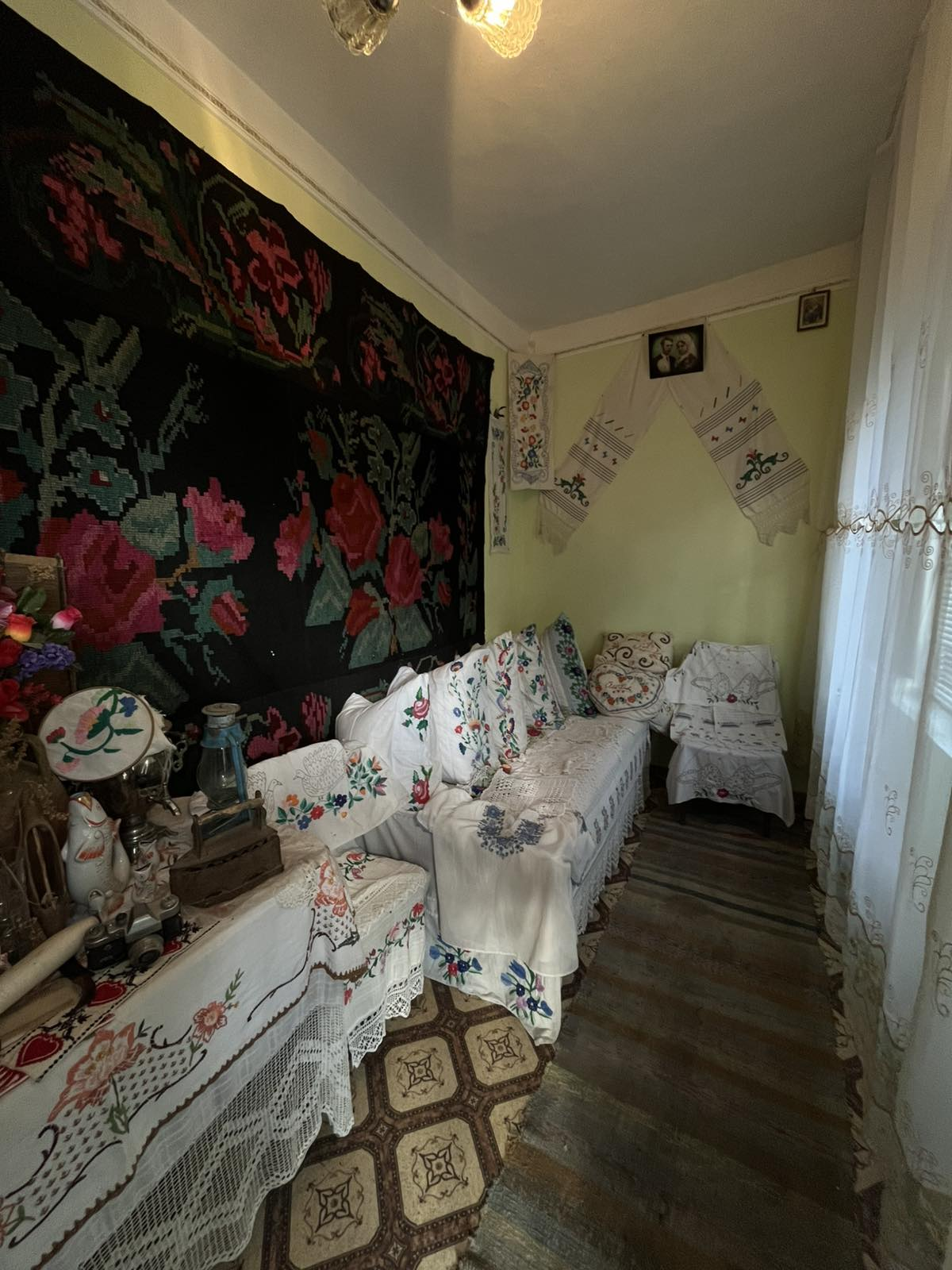
„Casa mare” unde se ține defunctul în cele 3 zile

### „Altița”
„Altița” este un ștergar, basma tradițională sau pânză de doliu, care se pune la colțul ușii din partea exterioară sau la poarta curții, pentru a da de știre decesul unei persoane din gospodăria dată. De asemenea, neapărat se aprinde și o lumânare în casă, care semnifică lumina sufletească a decedatului.

### Curățarea trupului
Răposatul urmează să fie spălat cu apă curată, rece sau la temperatura camerei, pentru ca acesta „să se ducă curat în ceruri”. Apoi mortul este îmbrăcat în haine noi, sau curate și bine îngrijite. În dependență de vârstă, gen sau stare civilă hainele diferă, de exemplu dacă e tânăr(ă) și nemăritat(ă) este îmbrăcat ca mire sau mireasă. Fetele, femeile obligatoriu cu capul acoperit cu basma (batic), iar bărbaților li se punea alăturea capului, un accesoriu pentru cap (chipiu, cușmă).

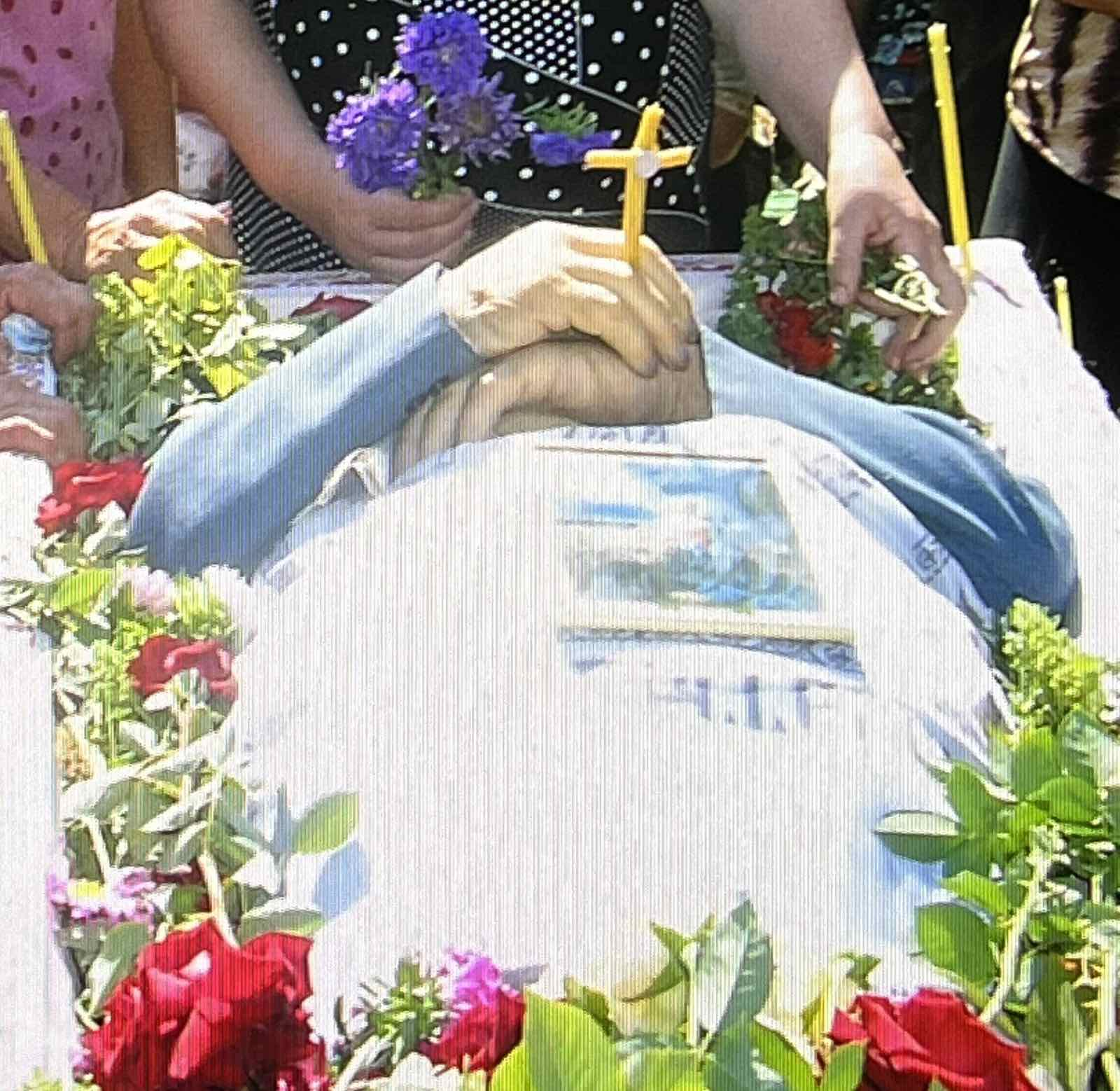
Obiectele creștinești ce însoțesc defunctul

### Priveghiul
Mortul, spălat și îmbrăcat, este așezat în sicriu, în „casa  mare” cu capul sub o icoană, cu fața spre răsărit și cu picioarele spre ușă. Sub cap i se puneau ierburi tradiționale miresmate, uscate. Pe piept o iconiță și în palmă o cruciuliță de lemn sau ciară. El stă în casă 3 zile, timp în care nu rămâne nesupravegheat, deoarece se consideră că asupra acestuia se putea face vrăjitorie. Rudele sunt în preajma lui asigurând legătura spirituală în tot acest răstimp. În aceste 3 zile persoanele apropiate decedatului vin cu câte o lumânare pentru a-și lua rămas bun, lumânarea era apoi pusă într-o farfurie cu făină sau pe sfeșnic. În trecut, drept ajutor pentru procesiunea înmormântării, când se vizita mortul, se aducea făină, ulei sau vin familiei defunctului (decedatului).  

## Drumul spre biserică și cimitir

### Alaiul către biserică

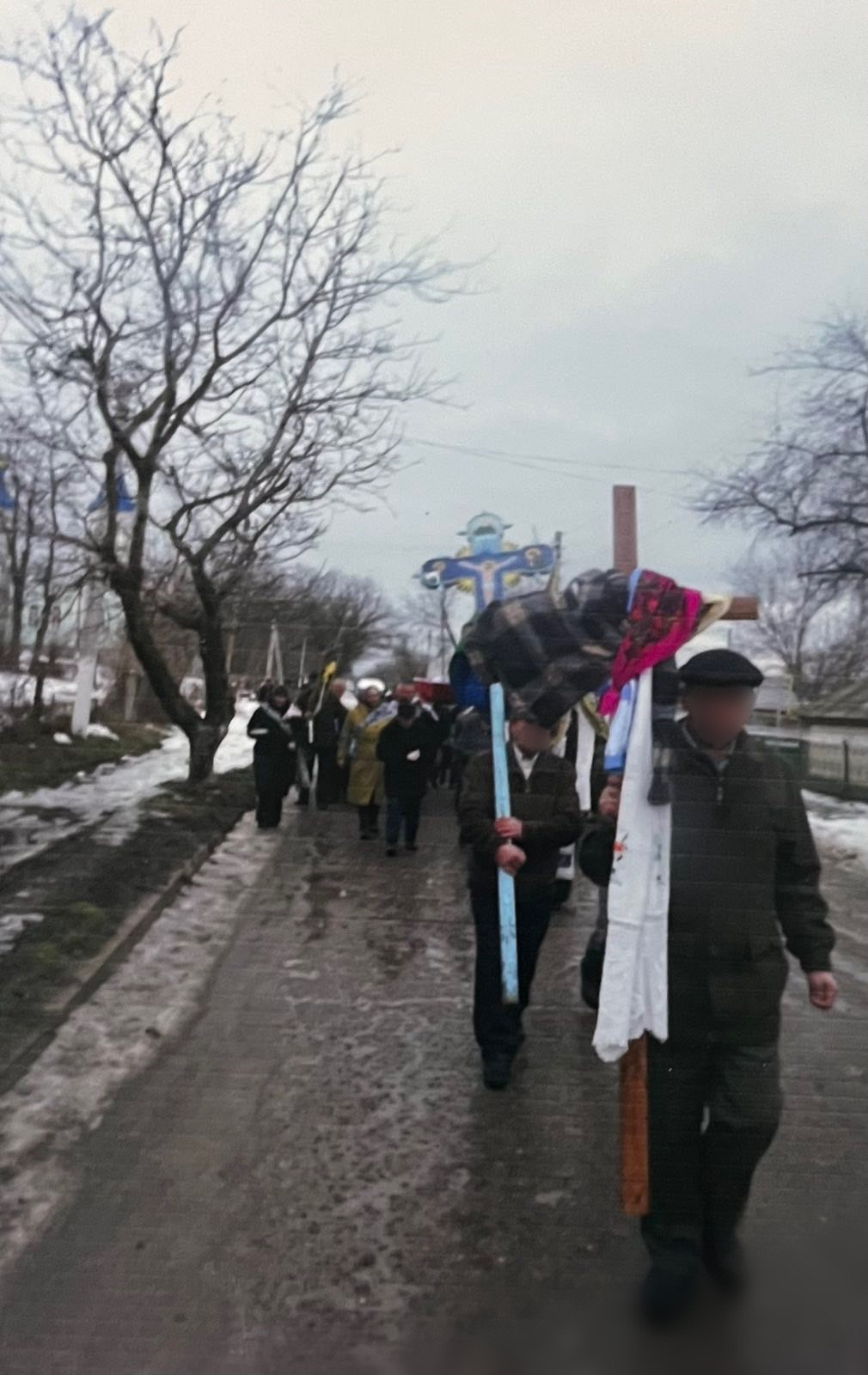
Drumul spre biserică și cimitir a defunctului

După trei zile mortul se scoate din casă cu picioarele înainte. La pragul casei se oprește și întâi de toate se dă de pomană un „căpătâi” (pernă) la ușă cu o farfurie de sarmale aburinde, un „ogheal” (pătură) sau covor la poarta gospodăriei și continuă drumul spre biserică. Sicriul dus de 4 persoane, iar capacul de 2, se oprește la fiecare răscruce, fântână și pod, lăsând pe jos (în fața sicriuluI) câte o pomană și se servește un pahar de vin sau apă, pentru „ai deschide calea în toate direcțiile, pe cealaltă lume”. Peste pomana dată se trece cu sicriul și după unei persoane îi este dăruită de sufletul mortului. În biserică, la colțurile sicriului și în mâinile răposatului se aprinde câte o lumânare. Preotul ține parastasul și „veșnica pomenire”. 
Pe drum spre cimitir, tot alaiul mortual (mulțimea de oameni ce însoțesc ceremonia de înmormântare), fac opriri la răscruci, fântâni și poduri. 

### Procesiunea în cimitir

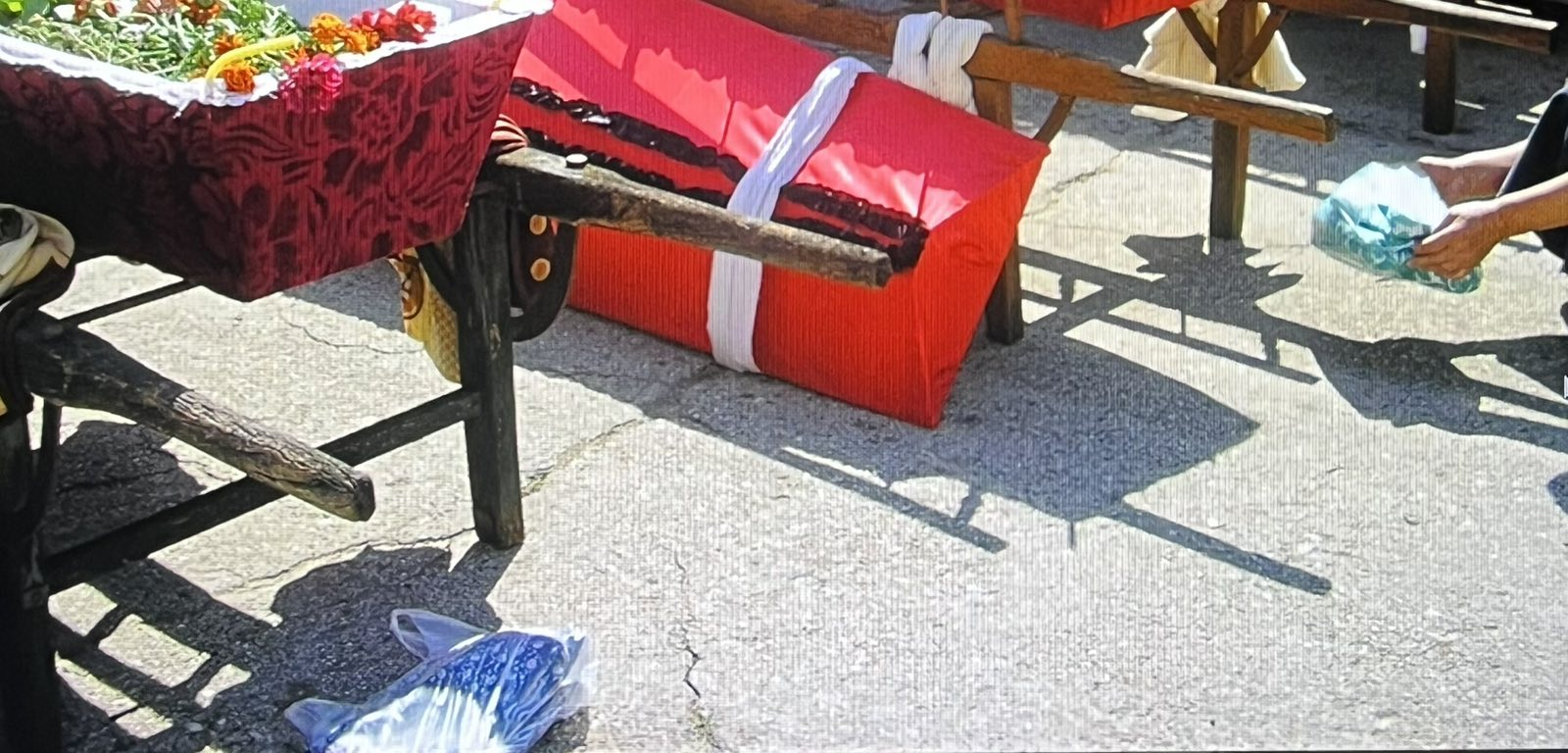
Așezarea pomenilor în fața sicriului la opririle pe drumul spre biserică și cimitir

La cimitir preotul citește rugăciuni și familia defunctului își ia „rămas bun”. După coborârea sicriului în groapă, preotul, în formă de cruce toarnă „apaosul” (paosul) peste defunct, care constă dintr-un amestec de ulei și vin. Fiecare membru din familia răposatului ia câte un pumn de „țărână” (pământ) și îl aruncă peste sicriu pentru „ai fi țărâna mai ușoară”. După acoperirea groapei conform tradiției populare la capul decedatului se așează o cruce din lemn pentru a marca locul veșnic, mormântul este tămâiat de către preot sau un membru al familiei.
După înmormântare, trei zile, dimineață, înainte de răsărit se duce și se tămâiază mormântul. Rudele care merg la tămâiere pe drum dau pomene trecătorilor de sufletul răposatului.
Toți cei prezenți la înmormântare sunt invitați la masa de pomenire.

## Procesiunea de pomenire

### Masa de pomenire
O parte importantă a ritualului înmormântării este „praznicul”, reprezintă o masă mare sau ospăț în amintirea mortului. Înainte de a te așeza la masă, toți își spălau mâinile, element tradițional, preotul intonează rugăciunea „Tatăl Nostru”, specific creștinismului ortodox.  Masa de pomenire este constituit din 3 părți: masa rece, masa caldă și „plachii”. Masa rece constă în mai multe varietăți de bucate, însă neapărat trebuie să fie prezentă coliva (colivă), aceasta însoțește decedatul în toată procesiunea și este adusă la „praznic”, din ea fiecare persoană prezentă servește câte o lingură. În masa caldă intră: „găluștile” (sarmalele), friptură, „pârjoale” (chiftele), „răcitură” (piftea), plăcinte etc. „Plachii” – orez cu lapte, dulce, cu fructe uscate sau proaspete (după preferință).     

### Etapele pomenirii
În ziua a 3-a și a 9-a după înmormântare, un membru al familiei defunctului se duce la biserică cu 3 colăcei, cu 3 lumânări arzând, și „se ridică” pomenile, care se împart în incinta bisericii. În a 40-a zi, în afară de cele aduse și făcute la a 3-a și a 9-a zi, de asemenea se aduce și iconița care a fost pe pieptul răposatului. După slujba ținută, se face „praznic” alături de rude și cei apropiați și sunt împărțite pomene de sufletul și liniștirea sufletească a răposatului.

## Pomenile

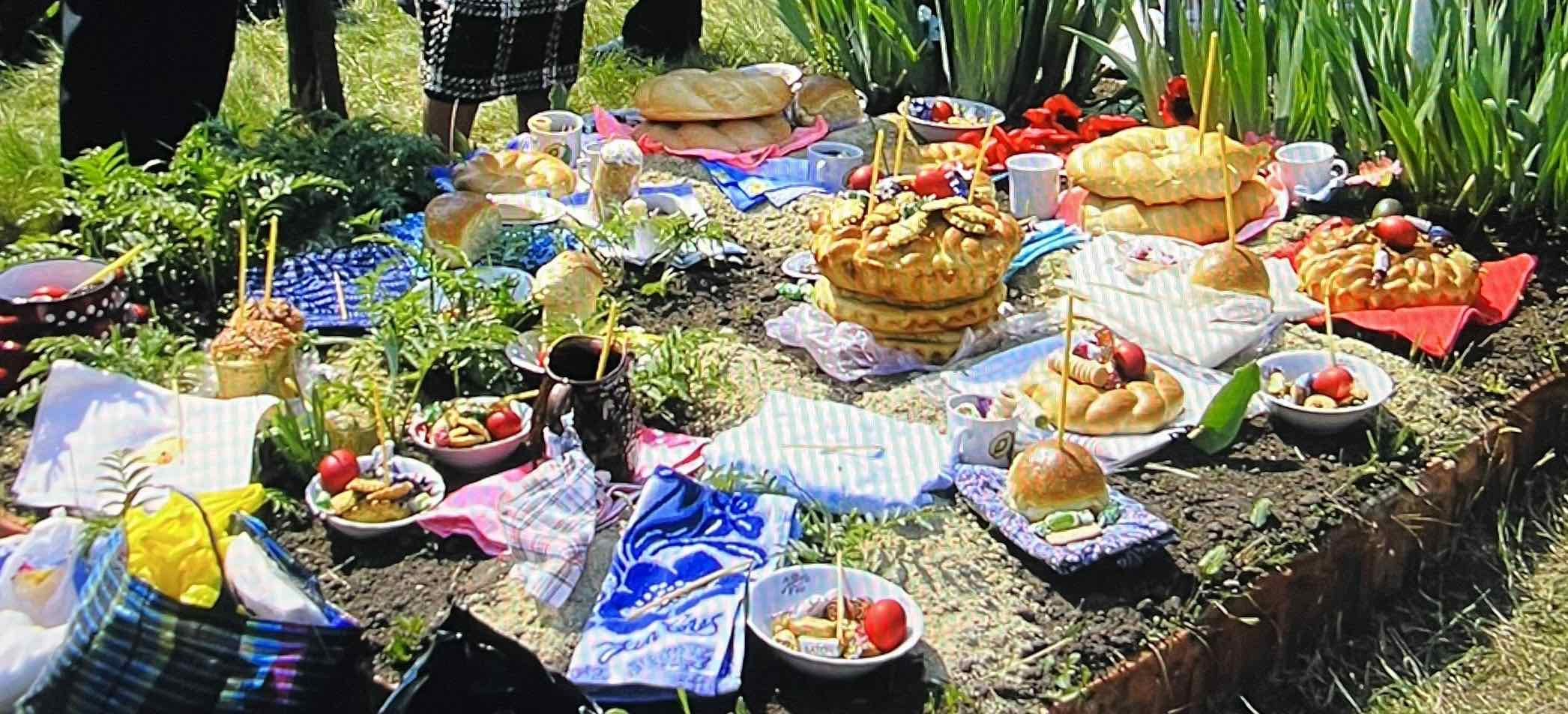
Pomenile specifice ritualului înmormântării creștinilor ortodocși din spațiul Pruto-nistrean

O altă parte esențială sunt pomenele (pomană),care sunt de mai multe tipuri. 

### Mesele de pomană
Două tipuri de mese, cea simplă și cea de pământ, conțin seturi de veselă, ac, ață, etc., dăruite la fel de sufletul mortului.

### „Cei 9 colăcei”

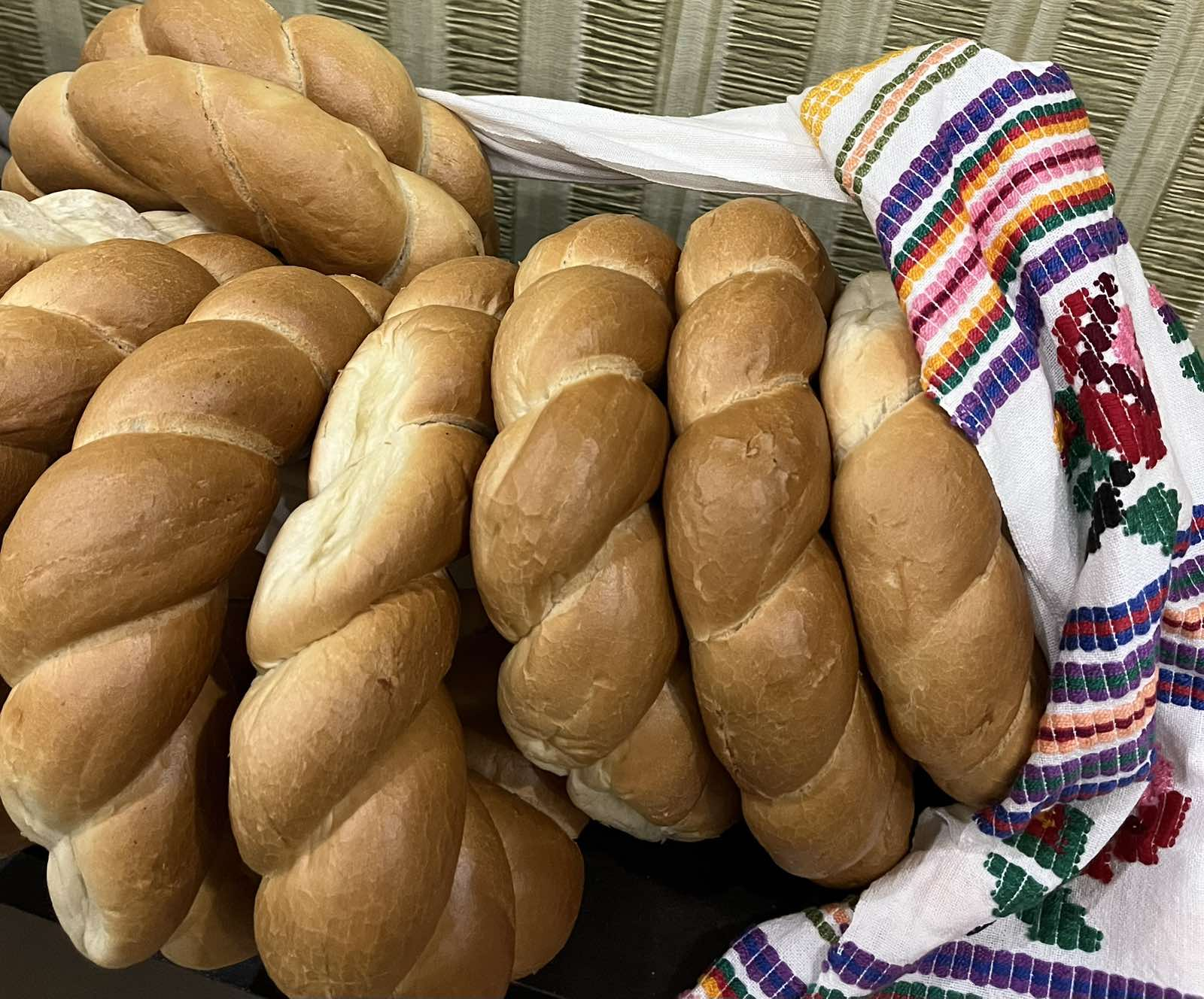
Pomana „cei 9 colăcei”

Pomana, „cei 9 colăcei”, constă din 9 colaci, legați cu un ștergar sau un țesut, care se țin toate cele 3 nopți în „casa mare”, unde a stat defunctul. După „cei 9 colăcei” sunt duși până la groapă, unde sunt serviți alaiului mortual, de sufletul răposatului.

### „Podurile”
„Podurile” (pomenele) sunt 24 la număr. Ele se dăruiesc în drumul spre biserică și cimitir. Acestea reprezintă trecerea celor 24 de "vămi". Un „pod” conține: un colac împletit, dulciuri, biscuiți, lumânare, chibrituri, un pahar sau farfurie. Pâinea este însoțită obligatoriu de un ștergar.

### „Pomul vieții”
„Pomul vieții” reprezintă o pomană, alcătuită din o creangă de copac, de dimensiuni diferite, pe care sunt puși covrigi și un set de haine noi și încălțăminte. „Pomul vieții” este dat de pomană unei femei sau bărbat în funcție de genul decedatului.

## Obiceiuri și elementele tradiționale
În cultura populară s-au păstrat până în secolul al XXI-lea obiceiuri și elemente tradiționale, precum coliva, crucea de lemn, icoana și „praznicul” provenite din arealul Pruto-nistrean. Însă pe parcursul secolelor au apărut noi elemente religioase și obiceiuri.

### Acoperirea oglinzilor
După deces se acoperă oglinzile. Un element cheie pentru a nu se reflecta spiritul defunctului în acestea, este practicată în dată după decesul omului.

### „Toiagul”
„Toiagul” este o lumânare cu lungimea fixă a mortului, care este confecționată din ceară, de un grup de femei specializat în acest domeniu din localitate. „Toiagul” este aprins din interiorul „casei mari” și dus de o persoană până la cimitir. Apoi, persoana dată, ia „toiagul” acasă drept pomană și își ia responsabilitatea de al aprinde în fiecare seară timp de 40 de zile, până arde complet.

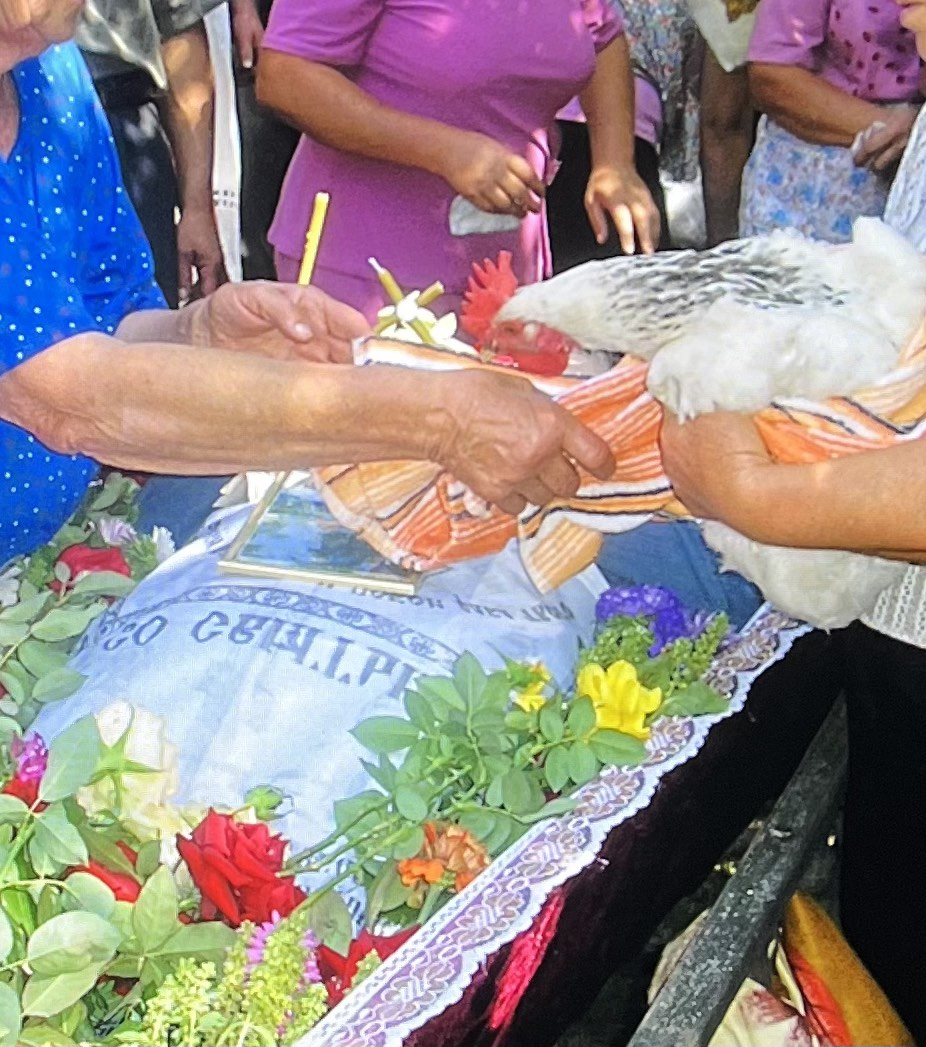
„Altița” și găina peste sicriu

### „Chedica”
„Chedica” (piedica) reprezintă legarea picioarelor decedatului, cu o panglică, după îmbrăcarea și așezarea acestuia în sicriu. Picioarele îi sunt legate până la groapă, unde i se scoate și este pusă alături de mort în sicriu, moment ce redă libertatea sufletului acestuia. Dacă piedica este furată de la defunct, în condițiile populare este folosită la vrăji cu tentă negativă.

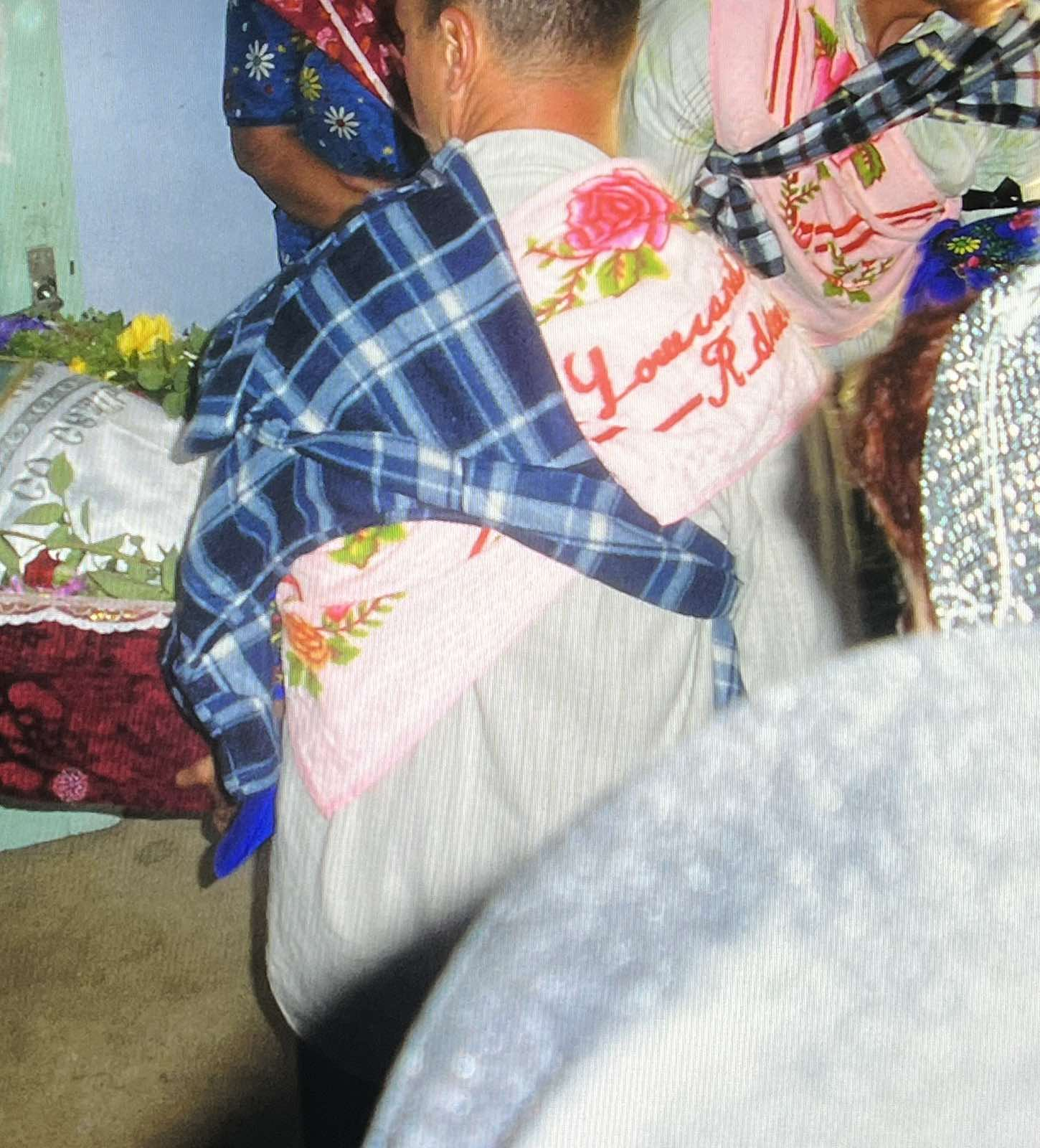
Legarea în cruce a groparilor

### „Altița” și găina peste sicriu
După scoaterea mortului din casă, se dă o găină cu „altița” de la colțul ușii și o căldare peste sicriu. Găina semnifică o cale ușoară spre ceruri a răposatului.

### „Năsălile”
„Năsălile” erau folosite pentru a duce sicriul, de cei 4 gropari, aceștia erau acoperiți cu prosoape (în unele regiuni erau legați în cruce). Se atestează în spațiul Pruto-nistrean că finii de cununie erau încadrați în acest procedeu.

### Deplângerea răposatului
Bocirea reprezintă femeile care erau mai înrudite cu mortul, își lăsau toate bijuteriile precum: cerceii, mărgelele, inele, și își despleteau parul lăsându-l pe spate apropiindu-se de urechea mortului și îl strigau de 4 ori:
```
„Ionica, iubitul meu
Ionica , dragul meu
Ionica ,scumpul meu”
[
13
]
```

După bocesc și încep a spune cuvinte de dor și de jale: 
```
„Da acum te-ai indurat
De-așa iute ne-ai lăsat
Ian scoală și te trezește 
Și cu noi ceva vorbește 
Măcar doua, trei cuvinte
Ca să le ținem în minte 
Că de când ai adormit
Mai mult nu mi te-ai trezit
Cu noi nimic n-ai vorbit”
[
14
]
```

Aspectul bocitului se menține în secolul al XXI-lea în regiunile mai retrase al spațiului Pruto-nistrean.

### Continuitatea
Poporul nostru se deprinde treptat cu ideea morții și că cimitirul nu este un loc de temut, tradiția veche cere ca oamenii să fie mereu în cimitir, fie duminică sau la alte sărbători mari, pentru ai comemora pe cei răposați. Paștele Blajinilor ce unește toți vii în jurul morților demonstrează acest fapt.